# 15509 Annejing
15509 Annejing è un asteroide della fascia principale. Scoperto nel 1999, presenta un'orbita caratterizzata da un semiasse maggiore pari a 2,635228 UA e da un'eccentricità di 0,070928, inclinata di 12,401466° rispetto all'eclittica. Ha un diametro di 4,588 km.